# Città di avventurieri
Città di avventurieri (Wide Open Town) è un film del 1941 diretto da Lesley Selander.
È un western statunitense con William Boyd, Russell Hayden e Andy Clyde. È uno degli oltre 60 film western facenti parte della serie con protagonista Hopalong Cassidy (interpretato da Boyd), personaggio creato dallo scrittore Clarence E. Mulford in una serie di racconti brevi e romanzi pubblicati a partire dal 1904. Città di avventurieri è un remake (non ufficiale) di Hopalong Cassidy Returns del 1936.

## Produzione
Il film, diretto da Lesley Selander su una sceneggiatura di J. Benton Cheney e Harrison Jacobs, fu prodotto da Harry Sherman tramite la Harry Sherman Productions e girato nelle Alabama Hills a Lone Pine, in California, nella seconda metà di gennaio del 1941. I titoli di lavorazione furono Law Comes to Gunsight e Men of Action.

## Distribuzione
Il film fu distribuito con il titolo Wide Open Town negli Stati Uniti dall'8 agosto 1941 al cinema dalla Paramount Pictures.
Altre distribuzioni:
- in Francia il 2 aprile 1947 (Terreur sur la ville)
- in Danimarca il 15 maggio 1950 (Manden med stålnerverne)
- in Germania Ovest il 1º giugno 1950 (Die Wölfe von Kansas)
- in Austria nel 1951 (Die Wölfe von Kansas)
- in Belgio (Terreur sur la ville)
- in Brasile (Cidade Sem Justiça)
- in Spagna (La ley del oeste)
- in Italia (Città di avventurieri)

## Promozione
Le tagline sono:
- RUSTLERS TAKE NOTICE! HOPALONG IS OUT TO GET YOU... AND HE'LL STOP AT NOTHING!
- She's a Big Shot in Crime... A Dead-shot with a Gun, and She's Out to Get Cassidy!